# 더 미즈
미즈(The Miz, 본명은 마이크 미재닌, Mike Mizanin, 1980년 10월 8일 ~ )는 미국의 남자 프로레슬링 선수로 WW 링네임은 더 미즈(The Miz)라는 링네임으로 잘 알려져 있다. 미즈는 현재 WWE에서 활동 중이다. 미즈는 2001년 MTV의 리얼리티 프로그램 《더 리얼 월드: 백 투 뉴욕》에 출연하여 명성을 쌓기 시작하였다. 또한 《WWE 터프이너프 시즌4》에서 준우승을 하여 WWE와 계약을 하여 프로레슬링으로서도 명성을 쌓기 시작하였다. 《피어 팩터》, 《고스트 헌터스》 등 여러 리얼리티 프로그램에도 등장하여 방송인으로도 활동하고 있다. 피니쉬는 미자드 오브 오즈(스윙 인버티드 디디티), 미자드 오브 드라이버(스피닝 바디 슬램 파일드라이버), 리얼리티 체크(런닝 니 리프트 팔로우 넥브레이커), 리얼리티 드라이브(백 수플렉스 리프트 넥브레이커), 스컬-크러싱 어택(프론트 페이스락 커터), 스컬-크러싱 피날레(풀 넬슨 페이스버스터), 스컬-크러싱 브레이커(싯아웃 숄더 조브레이커), 스컬-크러싱 버스터(점핑 리버스 에스티오), 스컬-크러싱 파워밤(패키지 파워밤), 피겨 포 레그락, 카멜 클러치, 크로스페이스, 보스턴 크랩, 샤프슈터, 런닝 하이 니로 사용을 하지만 시그니처는 예스! 킥(리피티드 슛킥 팔로우 하이 킥), 빅 붓, 드롭 킥도 기본적으고 스냅 디디티, 다이빙 더블 액스 핸들로 사용을 한다. 어썸 크로스라인(런닝 코너 크로스라인)도 끝이 없다고 한다. 키는 185.4 cm(6 ft 1 in)에다가 몸무게는 104.7 kg(230 lb)이다.
미즈는 얼티미트 프로레슬링 딥 사우스 레슬링에서 레슬러로 활동하였으며 딥 사우스 레슬링에서는 헤비급 챔피언이었다. 이어서 오하이오 밸리 레슬링 (OVW)에서 태그팀으로 활동하며 OVW 서던 태그팀 챔피언십이었던 적도 있었다.
WWE로 이적한 후 2006년에 열린 〈디바 서치〉에서 진행을 했고 같은 해 9월 악역 레슬러로 WWE에 등장했다. 2007년 스맥다운에서 ECW로 이적했으며 존 모리슨과 태그팀을 하여 월드 태그팀 챔피언과 WWE 태그팀 챔피언을 했다. RAW로 이적한 후에는 WWE 유나이티드 스테이츠 챔피언을 (2회) 했다. 2010년 7월 〈머니 인 더 뱅크〉에서 우승을 했다. 2011년 미즈는 프로레슬링 일러스트레이티드가 매년 발표하는 PWI 500에 넘버원으로 이름을 올리기도 하였다. 2014년부터 현 WWE 디바 마리즈와 결혼했다.

## 어린 시절
미즈는 1980년 10월 8일 파마에서 태어났으며 거기에서 자랐다. 또노먼디 고등학교에서는 농구팀의 주장 크로스컨트리 달리기 팀의 일원이었다. 수영도 하였으며, 졸업 앨범의 편집자로도 활동하였다. 마이애미 대학교로 진학하였고, 파머 경영학교에서 공부를 하였다. 대학생 사교 클럽인 Theta Chi의 일원이기도 하였다.

## 방송 활동
대학교를 자퇴한 후 2001년 미즈는 MTV의 리얼리티 프로그램 《더 리얼 월드: 백 투 뉴욕》에 등장했다. 《배틀 오브 더 시즌스》 《더 건틀릿》, 《더 인페르노》, 《배틀 오브 더 섹시스 2》, 《더 인페르노 II》와 같은 《리얼 월드/로드 룰즈 챌린지》의 시즌에도 많이 출연하였다. 《배틀 오브 더 섹시스 2》를 제외하고는 모든 프로그램에서 끝까지 살아남았고, 《배틀 오브 더 시즌스》와 《인페르노 II》에서는 우승을 했다.
이 후 7년동안 이 시리즈에 출연을 안하다가 2012년 4월 4일 방영된 《배틀 오브 디 엑시스》에서 진행자로 출연하였고 이 시리즈에서 처음으로 WWE 슈퍼스타로서 출연했다.
시리즈에서 처음으로 미즈는 본명이 아닌 "The Miz"로 표기되었다.
2004년에는 Brave의 리얼리티 프로그램 《배틀 오브 더 네트워크 리얼리티 스타스》에 출연했고 미즈의 팀은 2등을 했다. 또한, 《피어 팩터》에도 출연했다. 2007년 4월에는 게임 쇼 《아이덴티티》에 출연했으며 2008년에는 SF 시리즈 《고스트 헌터스》에서 게스트 조사관으로 출연했다. 2009년 9월 29일 방영된 《Are You Smarter Than a 5th Grader?》의 2개의 에피소드에도 출연하였다. 《디스트로이 빌드 디스트로이》에도 출연하였는데, 2010년 3월 3일 방영되었다. 2011년 10월 5일 방영된 《H8R》의 에피소드 4에 출연하였으며 2012년 3월 14일 방영된 드라마 《사이크》에 게스트 스타로 출연하였다.

## 프로레슬러

### 얼티미트 프로레슬링 (2003년)
미즈는 어릴 때부터 프로레슬러가 되고 싶었다. 얼티미트 유니버시티에서 훈련을 받으며 얼티미트 프로레슬링 (UPW)에서 활동했고 2003년 미즈라는 이름으로 등장했다. UPW에서는 맷 워즈 토너먼트(Mat War's tournament)에 참가하였고 결승전에서 토니 스트라들린에게 패배했다.

### 월드 레슬링 엔터테인먼트 (WWE)

#### 터프이너프와 훈련 (2004년 ~ 2006년)

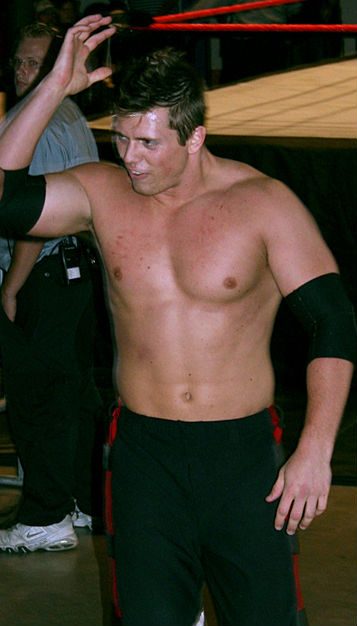
2005년의 미즈

2004년 10월, 《터프이너프 시즌4》에 참여했다. 여기서 우승하면 월드 레슬링 엔터테인먼트와 계약을 하며 백만 미국 달러도 상금으로 받게된다. 여기서 미즈는 11월 25일 팔씨름 토너먼트에서는 6명의 레슬러를 제치고 최종 라운드에 갔다. 터프이너프의 한 경기인 〈아마게돈〉에서 대니얼 퓨더랑 권투 경기인 일명 딕시 도그파이트를 했다. 이 대회에서는 관중들 반응에 의해 퓨더가 우승하였다. 이로 인해 12월 16일 방영된 스맥다운에서 퓨더가 퍼트이너프의 우승자로 발표되었다. 미즈는 준우승을 하게 되었다.
미즈는 준우승을 했지만 WWE와 결국 계약을 하게 되었다. 미즈는 딥 사우스 레슬링에 보내져 빌 더못에게 훈련을 받았다. 2005년 7월 미즈는 맷 카포텔리와 태그팀을 하여 더 하이랜더스와 WWE에서 다크 매치를 했으며 같은해 12월 1일에는 딥 사우스 레슬링 헤비웨이트 챔피언십에서 마이크 녹스에게 승리하여 챔피언이 되었다. 2005년 하반기에 걸쳐 맷 카포텔리와 오하이오 밸리 레슬링 (OVW)에서 태그팀을 계속하려 했으나 2005년 12월 녹화에서 부상 후 뇌종양으로 진단되었다.
2006년 1월 3일 미즈는 OVW로 이적하여 훈련을 받고 있다고 보도되었다. 1월 18일 OVW의 쇼인 Miz TV에서 미즈라는 이름으로 등장했으며 백스테이지에서 대화하는 모습이 방영되었다. 또한 르네 듀프리와 경기도 하였는데, 패배하였다.
2006년 2월 8일 OVW 서던 태그팀 챔피언십에서 크리스 케이지와 태그팀을 맺고 세스 스카이파이어와 쳇 더 제트와 경기를 하였고 승리하여 챔피언이 되었다. 3월 18일, WWE는 미즈와 케이지의 챔피언 타이틀을 내려야 할 필요성이 있다고 했다. 3월 19일 미즈는 듀스 셰이드에게 패하여 챔피언을 내주었다.

#### 스맥다운 (2006년 ~ 2007년)

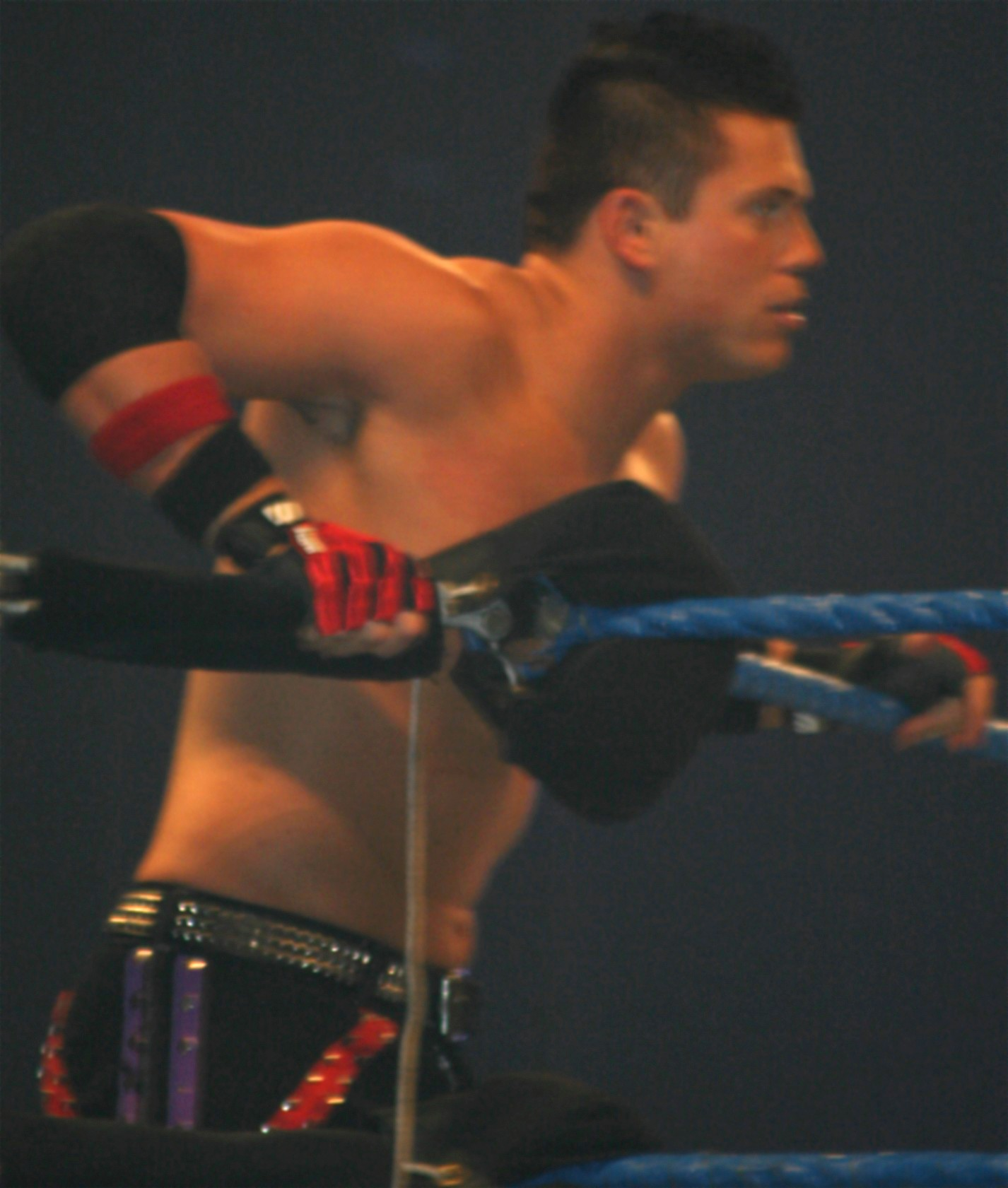
ECW/스맥다운 라이브 쇼에서의 미즈

2006년 3월 7일 WWE 공식 웹사이트에서는 "The Miz"라는 비디오에서 미즈를 소개하며 스맥다운에서 곧 등장한다고 했다. 미즈가 스맥다운에서 실제로 등장한건 4월 21일의 에피소드였다.
2006년 5월 31일 WWE의 공식 웹사이트에서는 미즈를 "호스트"(진행자)로 소개했다. 미즈가 호스트로 데뷔한건 6월 2일이였다. 호스트의 역할은 백스테이지에서 선수들을 인터뷰하는 것과 비키니 콘테스트의 진행이였다. 7월에 시작된 〈디바 서치〉에서는 애슐리 마사로와 함께 진행하였다.
〈디바 서치〉가 다 끝난 후 스맥다운에서 2006년 9월 1일 타탕카와의 경기를 이긴 것으로 시작으로 악역으로 활동하기 시작했다. 그 후... 맷 하디, 푸나키, 스코티 투 하티 등과 경기하면서 무패 행진을 이어갔으며, 레일라 엘을 배신하였고 대립을 하기 시작했다. 레일라 엘을 배신하고 크리스털과 함께 활동했으나 2016년 10월 ~ 12월까지는 부기맨에 의해 대가를 치루었다. 부기맨하고 한 경기는 미즈의 무패 행진을 깨뜨렸다.
잠시 활동을 쉬다가 미즈는 Miz TV라 불리는 인터뷰 세그먼트를 스맥다운에서 하기 시작하였다. 세그먼트는 실패하였고 미즈는 다시 링에서 경기를 시작하였다. 2007년 6월 11일 Raw의 에피소드에서 스니츠키와 경기를 했는데 이 경기는 이기면 스맥다운으로 이적할 수 있었다. 스니츠키는 쉽게 승리를 했으나 경기 후에도 계속해서 미즈를 공격하여 미즈의 승리로 처리되었다. 그 때문에 미즈는 스맥다운으로 이적되었다.

#### 존 모리슨과의 팀 (2007년 ~ 2009년)
2007년 6월 17일 미즈는 스맥다운에서 ECW로 이적했다. 미즈는 몇주간 ECW에 등장하지 않았으며 백스테이지에서 대화나 Miz TV Crashes ECW라는 짧은 비디오 세그먼트를 한 것이 고작이었다. 미즈는 7월 10일이에야 눈지오랑 경기를 했고, 승리하였다.
미즈는 이 때부터 랩댄스를 추며 "칙 마그넷"(chick magnet)이라는 새 기믹으로 활동하기도 했다. 그 후 켈리 켈리와 사랑에 빠진 볼스 마호니와 대립을 시작하였다. 10월 2일 방영된 ECW의 에피소드에서는 켈리 켈리, 레일라 엘, 브룩 애덤스와 같이 나왔고 켈리에겐 마호니랑 그만 만나라고 했다. 미즈는 〈사이버 선데이〉에서 CM 펑크랑 경기를 하였는데 패배하였다.

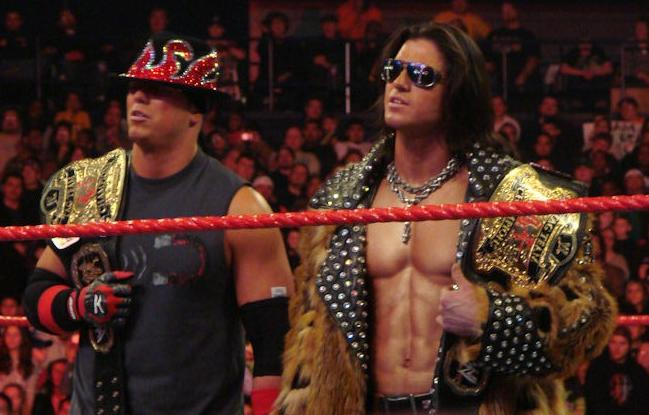
월드 태그팀 챔피언인 미즈와 존 모리슨

11월 16일 미즈와 존 모리슨은 매트 하디와 MVP를 이기고 WWE 태그팀 챔피언이 되었다. 미즈는 WWE에서의 처음 타이틀이었다.
2008년 2월 미즈와 모리슨은 WWE 웹사이트에 The Dirt Sheet라는 다른 선수들을 조롱하는 쇼를 했다. 미즈와 모리슨은 매주 The Dirt Sheet의 각본을 짜야했다. 챔피언 타이틀은 계속 유지하였고, 모리슨과 미즈는 방송에서는 친구로서 묘사되었다. 게다가, 계속하여 경기를 이겨 챔피언 벨트를 방어하였다. 미즈와 모리슨은 곧 크라임 타임 (섀드 가스파드와 JTG)과 대립하였다. 〈사이버 선데이〉에서 크라임 타임과의 경기에서 승리했다. 2008년 12월 13일, 캐나다 온타리오주 해밀턴에서 열린 하우스 쇼에서 CM 펑크와 코피 킹스턴과의 경기에서도 승리했다. 〈레슬매니아 25〉에서 다크 매치로 펼쳐진 더 콜론스 (칼리토와 프리모 콜론)와의 통합 WWE 태그팀 타이틀 럼버잭 경기에서 패배하여 챔피언 타이틀을 내줘야만 했다. 4월 13일, 코피 킹스턴과의 경기에서 존 모리슨의 고의가 아닌 방해로 미즈가 패배했다. 그 후... 미즈는 Raw로 이적되었고 모리슨을 공격하여 둘의 관계는 끝이 났다.

#### 챔피언 (2009년 ~ 2011년)

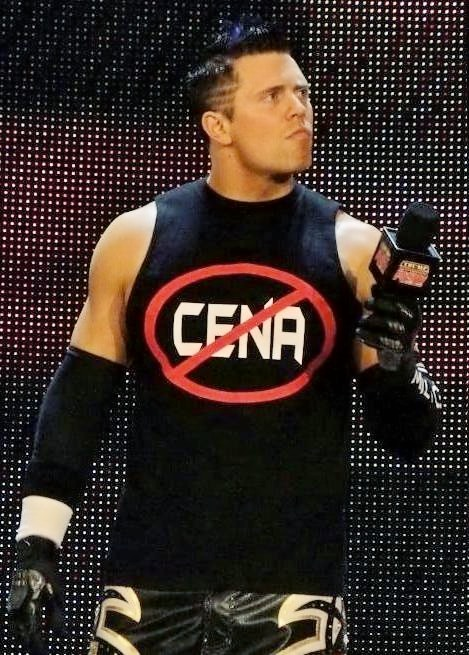
존 시나랑 대립할 때의 미즈 (2009년)

2009년 4월 27일 방영된 Raw의 에피소드에서 미즈는 존 시나와 경기를 할 예정이였는데 시나는 부상으로 등장하지 않았다. 미즈는 자신이 이겼다고 주장했다. 몇주가 흘러 〈더 배시〉에서 존 시나는 결국 미즈에게 승리했다. 8월 3일, 시나와의 경기에서 패한 미즈는 Raw에서 스토리상 방출당했다. 하지만 10일에 WWE 계약식 매치가 펼쳐졌으며, 미즈는 마스크를 쓰고 "더 캘거리 키드"(The Calgary Kid)라고 칭한 상태에서 유진과 경기를 했다. 결과는 승리했으며 마스크를 벗어 자신이 미즈임을 밝혔다. 그 때 미즈는 "왜냐하면 나는 미즈고, 나는 굉장하다."라는 캐치 프레이즈를 내기도 하였다.
8월 17일 미즈는 WWE 유나이티드 스테이츠 챔피언에 도전한다고 밝혔고 에번 본과의 경기에서 승리했다. 하지만 〈브레이킹 포인트〉, 〈헬 인 어 셀〉, 〈나이트 오브 챔피언스〉등에서 패하며 결국 챔피언 자리를 얻지는 못했다. 결국 10월 5일 미즈는 코피 킹스턴에게 승리하여 유나이티드 스테이츠 챔피언이 된다. 곧 〈브래깅 라이츠〉에서 인터콘티넨탈 챔피언인 예전 태그팀 동료인 존 모리슨과 경기를 하게 된다. 10월 16일 스맥다운의 방영분에서 미즈는 오랜만에 The Dirt Sheet를 하였는데 자신과 존 모리슨을 숀 마이클스와 마티 자네티와 비교했다. 〈브래깅 래이츠〉에서는 존 모리슨과 경기를 하기 위해 브랜드간 경기를 했다. 〈서바이벌 시리즈〉에서는 미즈를 주장으로 한 팀 미즈와 모리슨을 주장으로 한 팀 모리슨의 경기도 이루어졌다.

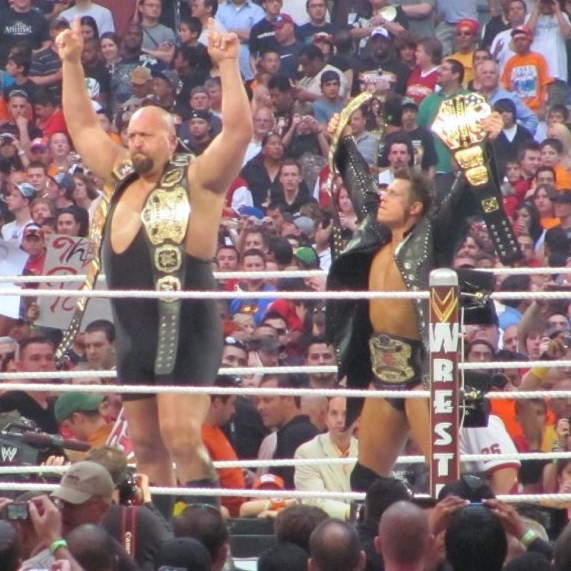
〈레슬마니아 26〉에서 WWE 유나이티드 태그팀 챔피언인 미즈와 빅쇼의 모습

2010년 미즈는 MVP와 대립을 하게 된다. 〈로열 럼블〉에서 결국 MVP에 의해 탈락하게 된다. MVP와는 여전히 대립중이였고, 2월 8일 러의 방영분에서는 미즈와 빅쇼가 D 제네레이션 X (숀 마이클스와 트리플 H)와 스트레이트 에지 소사시어티 (CM 펑크와 루크 갤로스)를 이기며 WWE 태그팀 챔피언이 된다. 미즈는 WWE 유나이티드 챔피언, WWE 월드 태그팀, WWE 태그팀 3개의 챔피언을 딴 선수가 되었다.
〈레슬마니아 26〉에서 미즈와 빅쇼는 존 시나와 알 트루스와의 경기에서 승리하여 타이틀 방어에 성공하였다. 하지만 4월 26일 하트 다이너스티 (타이슨 키드와 데이비드 하트 스미스)에게 패해 챔피언을 내주게 되며 러로 이적하게 된다. 5월 10일 키드는 또 다시 미즈에게 이겼다. 미즈는 하트 다이너스티의 일원 중 한명이랑 또다시 경기를 하게 되었으며 그 일원은 브렛 하트가 되었다. 5월 17일 미즈는 브렛 하트에게도 패해 WWE 유나이티드 스테이츠 챔피언을 내주어야했다.
6월 1일 미즈는 NXT 두 번째 시즌에서 멘토 알렉스 라일리와 함께 프로로 복귀한다고 밝혔다. 6월 14일, 러에서 미즈는 알 트루스, 존 모리슨, 잭 라이더 4인 매치에서 승리하였다. 그로 인해 다시 유나이티드 스테이츠 챔피언이 되었다.

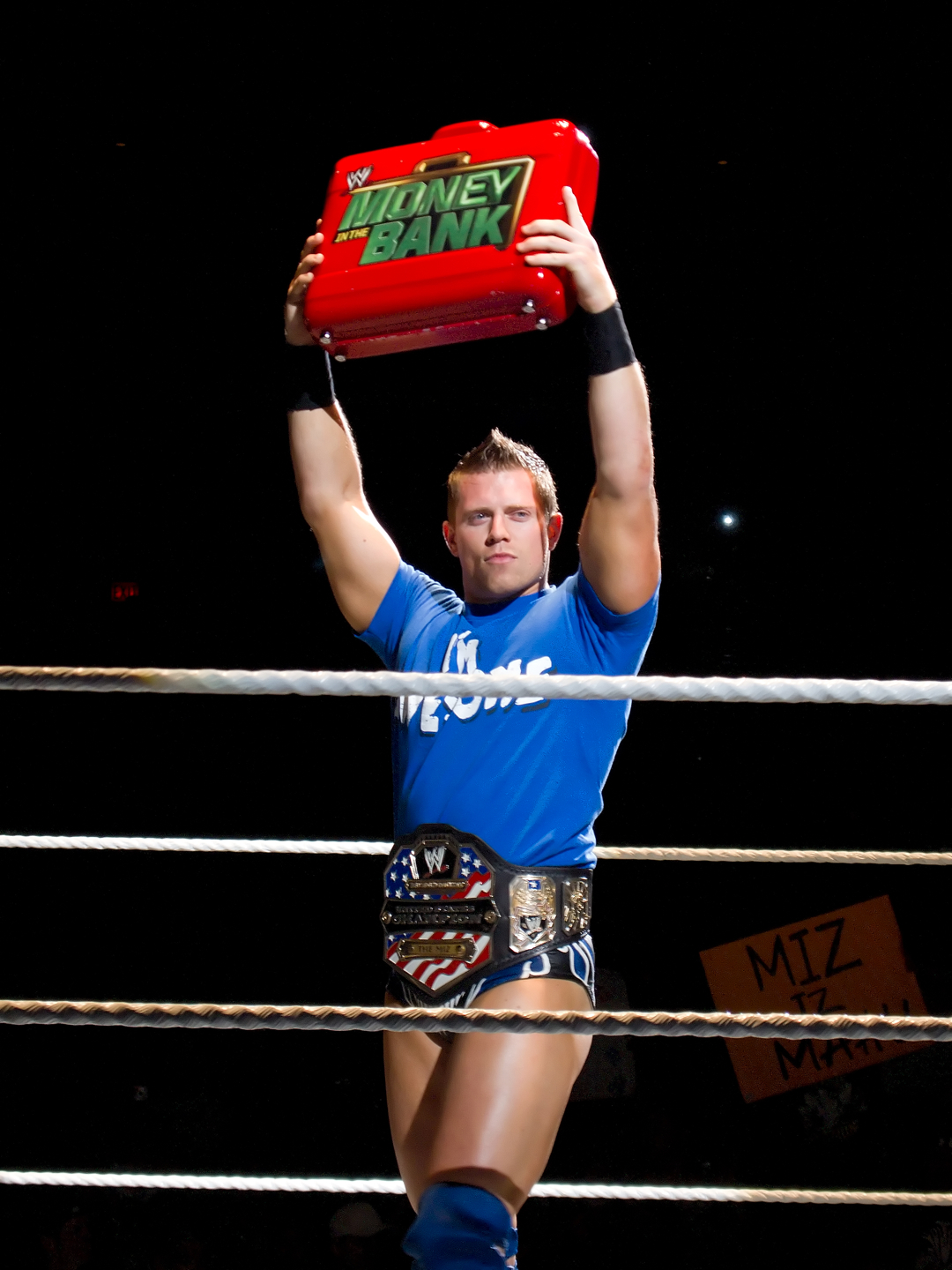
WWE 유나이티드 스테이츠 챔피언, 〈머니 인 더 뱅크〉 우승자가 된 미즈 (2010년 8월)

6월 18일 미즈는 〈머니 인 더 뱅크〉에서 우승을 했다. 대니얼 브라이언은 WWE에서 서머슬램으로 이적하였고, 미즈랑 대립하기 시작하였다. 9월에 열린 〈나이트 오브 챔피언스〉에서 WWE 유나이티드 스테이츠 챔피언 자리를 놓고 미즈는 브라이언에게 패하였다. 다음 달에 〈브래깅 라이츠〉가 개최되었는데 미즈를 주장으로 한 팀 러와 팀 스맥다운의 경기도 펼쳐졌으나 팀 스맥다운에게 패했다.
11월 2일 챔피언 자리를 놓고 랜디 오턴과 경기했는데 방어에 성공하였다. 미즈는 제리 롤러랑 경기도 했는데 마이클 콜과 알렉스 라일리가 도와주어 이기기도 했다. 랜디 오턴과는 테이블 매치를 했는데, 또다시 미즈가 승리했다. 미즈는 2011년 1월 〈로열 럼블〉에서 랜디 오턴을 탈락시켰으며 〈일리미네이션 체임버〉에서 펼쳐진 제리 롤러와의 경기에서 승리하여 챔피언 타이틀을 방어했다.
〈일리미네이션 체임버〉가 끝나고 미즈는 존 시나와 태그팀을 했고 WWE 태그팀 챔피언 자리를 놓고 코어 (저스틴 게이브리얼과 히스 슬레이터)와 경기를 하였다. 미즈와 존 시나는 승리하여 챔피언이 되었지만 즉시 재대결하여 챔피언 벨트를 잃게 되었다. 챔피언십의 역사상 가장 짧은 챔피언 기간이 되어버렸다. 몇주 후... 라일리는 멘토 자리에서 해고 될지 안 될지를 결정하는 경기에서 존 시나랑 경기를 하였고, 패배하여 해고되었다. 하지만 미즈가 다시 불러들여 다시 미즈의 멘토로 돌아오게 되었다. 4월 3일 열린 〈레슬마니아 27〉에서 존 시나에게서 타이틀 방어를 성공했다. 하지만 5월 1일 열린 〈익스트림 룰즈〉에서 결국 존 시나에게 패해 타이틀을 내주었다. 그 후... 미즈는 존 시나에게 아이 큇 매치, 〈오버 더 리밋〉에서 도전했지만 좌절되었다.
5월 23일, 결국 미즈는 라일리를 해고하고 비난하였다. 5월 30일 마이클 콜과 인터뷰를 하던 라일리는 미즈에게 공격당했다. 그 후... 6월 19일 열린 〈캐피털 퍼니시먼트〉에서 미즈는 라일리에게 패배하였다. 미즈는 〈머니 인 더 뱅크〉에 참여한다고 하였으나, 각본상 무릎 부상인 상태라 참여는 하지 못하였다. 〈서머슬램〉에서는 알 트루스, 알베르토 델 리오와 태그팀을 하여 코피 킹스턴, 존 모리슨, 레이 미스테리오와 경기를 했으나 패배하였다.

#### 어썸 트루스(2011년 ~ 2012년)

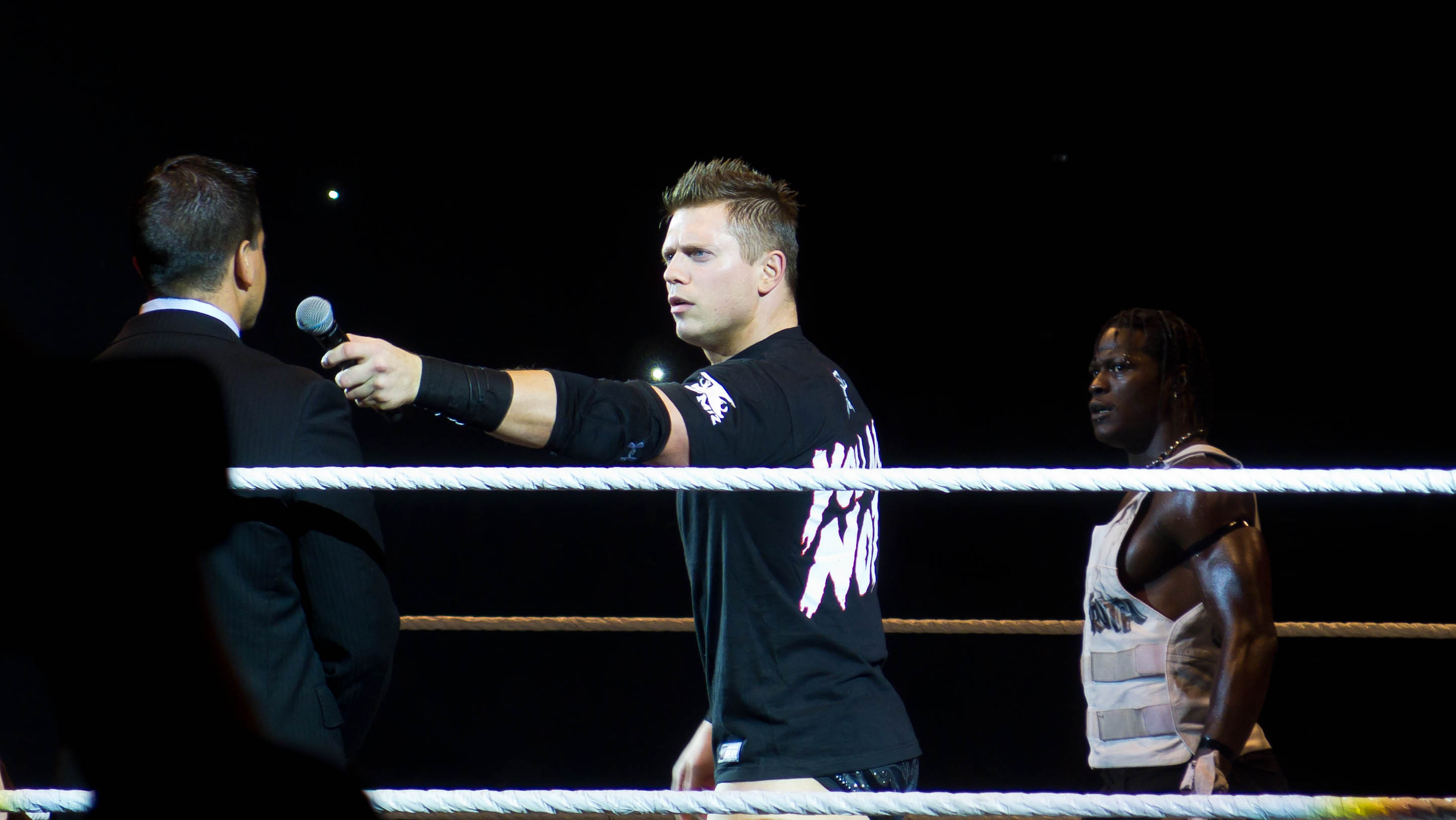
미즈와 알 트루스 (2011년 11월)

8월 22일 방영된 러에서 산티노 마렐라는 어떤 레슬러와 경기를 하려했으나 미즈와 알 트루스가 공격해서 경기가 무효처리되었다. 그리고, 미즈와 알 트루스는 PPV에서 중요한 경기에 배정 받지 못했다며 불만을 드러냈다. 미즈와 알 트루스는 매체에서 "어섬 트루스"(The Awesome Truth)라고 칭하기 시작하였다. 8월 29일, 트루스는 미즈의 경기 중 CM 펑크를 공격하였다. 몇 주 후, 미즈와 트루스는 〈나이트 오브 챔피언스〉에서 태그팀 챔피언 자리를 놓고 에어 붐 (에번 본과 코피 킹스턴)과 경기할 것이라고 발표하였다. 하지만, 경기 중 미즈가 심판에게 항의하자 실격되었다. 그로 인해 화난 미즈와 트루스는 트리플 H와 CM 펑크의 경기에서 난입하여 공격했다. 그 후... 미즈와 트루스는 에번 본과 코피 킹스턴을 아무 이유없이 공격했으며 존 시나와 CM 펑크, 알베르토 델 리오의 경기가 끝나자 갑자기 난입하여 무차별적으로 존 시나를 공격하였다. 심판, 카메라도 공격했고 결국 뉴올리언스 경찰이 출동하여 체포하게 된다. 2주후 유투브에 WWE 유니버스는 미즈와 트루스의 행동에 대해 사과 동영상을 기재하였다. 미즈와 트루스는 존 라우리네이티스에 의해 10월 10일 러에 복귀하게 된다. 후에 미즈와 트루스는 10월 24일 존 시나와 잭 라이더를 공격했다. 11월 7일에는 존 시나와 잭 라이더와의 경기가 이루어졌는데 미즈와 트루스가 승리했다. 〈서바이벌 시리즈〉에서도 존 시나와 더 락을 상대로 승리했다.
11월 21일 존 시나는 미즈, 트루스와 논쟁을 벌였고 결과적으로 미즈는 트루스에게 피니쉬를 하여 가격하게 된다. 그로 인해 어섬 트루스는 분열된다. 알 트루스의 웰니스 프로그램 위반으로 30일 출장 정지 처분이 내려졌으며 미즈의 행동은 알 트루스의 부재를 설명하는 구실이 되었다.
11월 28일 미즈는 존 모리슨와의 경기에서 승리하였다. 12월 5일 미즈는 WWE 챔피언 자리를 놓고 알베르토 델 리오, CM 펑크와의 트리플 스렛 래더 매치의 자격을 부여받았지만 챔피언이 되지 못했다. 12월 26일 알 트루스는 복귀했고 미즈에게 공격을 했다. 또한 알 트루스는 미즈와 셰이머스의 경기에서도 미즈를 공격했다. 2012년 1월 9일, 미즈는 알 트루스에게 보복 공격을 했다. 하지만 1월 16일 미즈는 알 트루스와 경기를 했는데 패하고 말았다.

#### WWE 인터콘티넨탈 챔피언 (2012년 ~ 2014년)

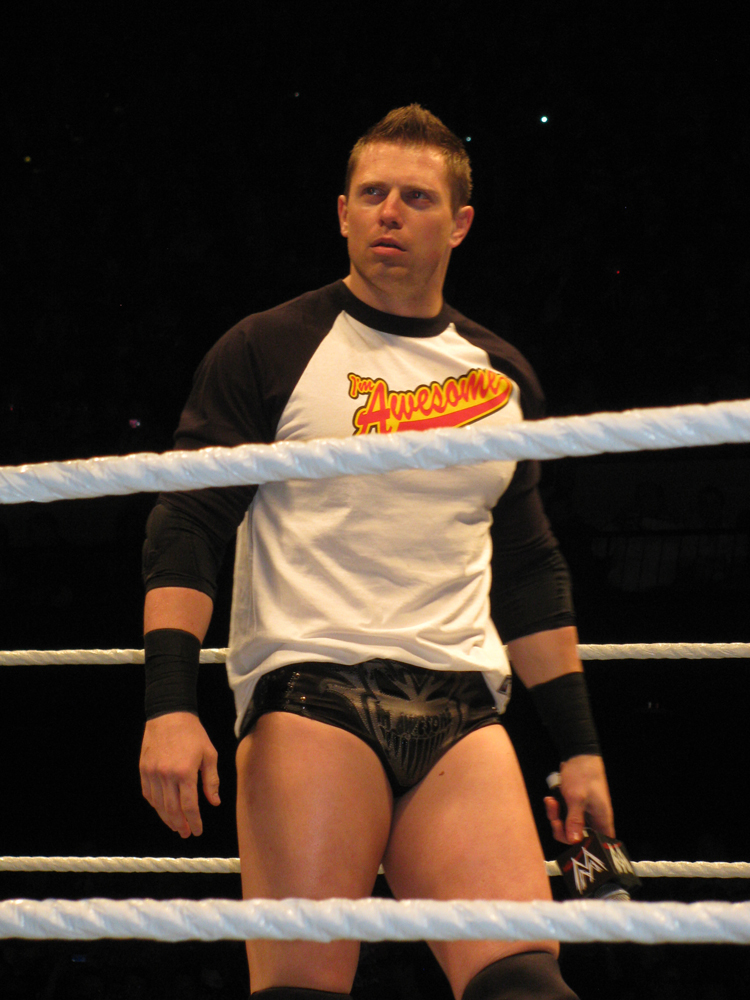
2011년의 미즈

〈로열 럼블〉에서도 알 트루스는 미즈에 의해 탈락했으며 미즈는 첫 번째로 출전했음에도 불구하고 45분이나 버텼으나 빅쇼에 의해 탈락했다. 〈일리미네이션 체임버〉에도 출전했으나 CM 펑크가 승리했다. 〈레슬마니아 28〉에는 존 라우리네이티스 팀의 일원으로 12명 태그 매치를 했으며 승리했다. 미즈는 잭 라이더와의 경기에서 승리하였지만, 5월 20일 펼쳐진 〈익스트림 룰즈〉에서 펼쳐진 WWE 유나이티드 챔피언십 매치에서 산티노 마렐라에게 패배하고 말았다. 〈오버 더 리밋〉 경기에서도 브로더스 클레이에게 패했다. 2달간 휴식하다가 7월 15일 다시 미즈는 〈머니 인 더 뱅크〉에 모습을 드러냈으며, 존 시나, 빅쇼, 크리스 제리코, 케인과 경기를 했지만 패배했다.
7월 23일 미즈는 러 1000회에서 크리스천을 상대로 승리했으며 WWE 인터콘티넨탈 챔피언이 되었다. 이로써 미즈는 WWE에서 25번째로 트리플 크라운 챔피언이 되었다. 7월 27일, 크리스천과의 경기에서도 승리하여 타이틀 방어에 성공했다. 〈서머슬램〉에서도 레이 미스테리오에게 승리하여 마찬가지로 방어했다. 9월 16일 방영된 〈나이트 오브 챔피언스〉에서 미즈는 코디 로즈, 레이 미스테리오, 신 카라와 경기를 했으며 승리했다. 9월부터 러에서 미즈는 "Miz TV"라는 새로운 토크 쇼를 진행하기 시작했다. 10월 17일 방영된 〈WWE 메인 이벤트〉에서 코피 킹스턴에게 패하여 WWE 인터콘티넨탈 타이틀을 내주고말았다. 11월 6일 방영된 스맥다운의 에피소드 및 11월 28일 방영된 〈헬 인 어 셀〉에서도 코피 킹스턴과 경기를 하였지만 패하고 말았다. 11월 11일 WWE Raw의 방영분에서 〈서바이벌 시리즈〉에서 믹 폴리 팀의 일원이 되어 돌프 지글러 팀과 경기한다고 하였으며 선역으로 바꾸었다. 〈서바이벌 시리즈〉에서 미즈는 웨이드 배럿을 제거했으며 알베르토 델 리오에게 제거당했다. 현재는 미즈TV라는 프로그램을 진행하면서 선수로의 활동도 겸하고 있다. 그렇게 '미즈 TV'라는 인터뷰쇼를 진행해 특유의 마이크웍을 살렸고 WWE TLC 2012에선 알베르토 델 리오 & 브루클린 브로울러와 팀을 이뤄 3MB를 격파한다. 이후 WWE RAW의 미즈 TV에서 릭 플레어의 피겨 포 레그락을 물려받는다. WWE 로얄럼블 2013에선 프리쇼로 안토니오 세자로를 상대로 US 챔피언십 매치를 가졌으나 패배한다. 당일 로얄럼블 매치에도 28번으로 참가했으나 랜디 오턴의 손에 탈락한다 여자친구이자 전 디바인 마리즈와 약혼한 후 WWE 섬머슬램 2013 메인이벤트 결과에 대해 돌프 지글러, 빅 쇼와 함께 쓴소리를 했다가 트리플 H에게 단단히 밉보이게 되어 WWE 나이트 오브 챔피언스 2013 다음 날에 있었던 RAW에선 부모님이 현장에서 지켜보는 가운데 랜디 오턴에게 처절하게 박살난다.

#### 멀티 플랫폼 슈퍼스타 (2014년 ~ 2015년)
그러다가 마린4를 촬영 4개월 촬영 후 2014년 6월 30일 에피소드에 WWE로 악역으로 돌아왔다. 이때 WWE 배틀 그라운드 2014에서 WWE 인터콘티넨탈 챔피언을 얻게 되었다. 그리고 나머지는 2014년 7월 ~ 9월까지는 돌프 지글러랑 대립을 했으나 WWE 썸머슬램 2014에서는 타이틀을 잃고 WWE 나이트 오브 챔피언스 2014에서는 타이틀을 돼찾다가 2014년 9월 22일 WWE Raw에서 마지막에 타이틀을 잃는다. 그리고 WWE 서바이벌 시리즈 2014에서 WWE 태그팀 챔피언을 얻게 되었다. 그리고 2014년 12월 29일 WWE Raw에서 끝내 타이틀을 잃게 된다. 마지막 WWE 로얄럼블 2015에서 우소를 상대를 할러고 했는데... 끝내 지고 만다. 그러다가 이번에는 로얄럼블 매치를 참가를 했지만 버버레이 더들리한테 탈락을 당한다. 그리고 나머지는 데미안 미즈도우랑 갈수록 갈등이 심해지자 결국은 WWE 레슬매니아 31에서 미즈도우한테 배신을 하면서 그리고 2015년 3월 ~ 4월까지는 데미안 미즈도우랑 대립을 하는데... 2015년 3월 30일 WWE Raw에서는 스타더스트에게 승리를 거둔 데미안 미즈도우를 기습하여 스컬 크러싱 피날레를 시전한다. 2015년 4월 2일 WWE 스맥다운에서는 알 트루스에게 승리를 거뒀으나 데미안 미즈도우에게 기습당하고 스컬 크러싱 피날레를 당했다. 결국 둘의 대립은 2015년 4월 20일 WWE Raw에서 브랜드 소유권을 걸고 경기를 가져 이김으로써 종결되었다. 이후 미즈는 신작 영화를 촬영하기 위해 TV쇼 전선에서 이탈했다.

#### 혼자로서 (2015년 ~ 2016년)
WWE 일리미네이션 체임버 2015 2015년 6월 1일 다음 날 WWE Raw에 복귀해 라이백과 경기를 가지기 전 난입한 빅 쇼의 WMD에 실신한다. WWE 머니 인 더 뱅크 2015에서는 빅 쇼와 라이백의 인터컨티넨탈 챔피언십 경기에서 특별 해설위원을 맡았는데... 경기 후반 라이백에게 WMD를 시전한 빅 쇼를 마이크로 공격해 DQ승으로 챔피언이 되지 못하게 만든다. 이에 2015년 6월 15일 WWE Raw에서 다음날 빅 쇼와 경기를 가지는데 라이백과 빅 쇼의 몸싸움 덕에 카운트아웃으로 승리한다. WWE 배틀그라운드 2015에서 라이백, 빅 쇼와 인터컨티넨탈 챔피언십 트리플 쓰렛 매치를 가질 예정이었으나 라이백이 배틀그라운드 직전에 부상을 당하면서 경기가 취소되었다. 그리고 결국은 빅 쇼가 난입을 하는데 WMD를 맞았다. WWE 썸머슬램 2015에서 쓰리플 매치를 참가를 했는데 실패를 한다. 그리고 서바이벌 시리즈 2015에서 5vs5 제거매치중에서 상대 더들리 보이즈(디본 더들리, 버버레이 더들리), 골더스트, 타이터스 오닐, 네빌을 상대를 했지만 끝내 실패를 거두고 승리를 하지 못한다. WWE 로얄럼블 2016에서 로얄럼블 매치를 참가를 했지만 실패를 거둔다.

#### WWE 인터콘티넨탈 챔피언 (2016년 ~ 2017년)
WWE 레슬매니아 32에서 WWE 인터컨티넨탈 타이틀이 걸린 7인 래더매치에 참가해 막판에 틈을 봐서 사다리 꼭대기에 오르지만 잭 라이더의 방해로 타이틀 획득에는 실패했다. 하지만 다음 날인 2016년 4월 4일에 WWE Raw에서 아내 마리즈의 도움을 받아 잭 라이더를 이기고 WWE 인터컨티넨탈 챔피언십 자리에 올랐다. 이어 그 주의 스맥다운에서 재경기 조항을 사용한 잭 라이더를 다시금 마리즈의 도움으로 꺾는다. WWE 페이백 2016에서 세자로를 상대로 방어전을 치를 때 케빈 오웬스와 새미 제인의 난투극에 심판이 시선을 빼앗긴 덕에 탭을 치고도 패배하지 않았으며 이때 세자로가 크로스페이스를 풀고 틈을 보이자 롤업승을 거둔다. 경기 후 세자로에게 공격당하지만 마리즈의 도움으로 케빈 오웬스에게서 도망칠 수 있었다. 이후 케빈 오웬스가 인터컨티넨탈 챔피언십 벨트를 들어올리며 포효해 자신이 다음 도전 상대가 될 것임을 선포했다. 2016년 5월 2일 WWE RAW에서는 세자로와 케빈 오웬스의 경기에 난입해 둘이서 세자로를 구타하다가 새미 제인에게 쫓겨난다. 이어 새미 제인도 어제의 케빈 오웬스처럼 벨트를 들어올리며 자기도 인터컨티넨탈 챔피언십 경기에 참가하겠다는 열망을 나타낸다. 2016년 5월 5일 WWE 스맥다운에서는 새미 제인과 경기를 가지다가 난입한 케빈 오웬스와 함께 새미 제인을 구타하는데 세자로가 난입해 쫓겨난다. 이어 세자로도 벨트를 들어보이며 인터컨티넨탈 챔피언십을 차지하겠다고 어필한다. 이에 WWE 익스트림 룰즈 2016에서 세자로, 케빈 오웬스, 새미 제인을 상대로 인터컨티넨탈 챔피언십 경기를 가져 새미 제인과 케빈 오웬스가 링밖에서 난투극을 벌이는 틈에 뻗어있는 세자로를 핀하며 타이틀을 방어한다. 이후 영화 마린 5 : 배틀그라운드 촬영 때문에 WWE에서 모습을 감추었다. WWE 머니 인 더 뱅크 2016이 끝난 뒤 2016년 6월 27일 WWE RAW에 복귀해 데몬 케인을 상대로 방어전을 치르게 되자 마리즈가 부상당한 척 연기하고 그런 그녀를 부축해 퇴장하며 카운트아웃 패했다. 그리고 이후 2016년 6월 30일 WWE 스맥다운과 2016년 7월 4일 WWE RAW에서 WWE 챔피언 딘 앰브로스와의 2연전에서 패한 뒤 배틀그라운드 2016에서는 링밖에서 밥 백런드를 위협하다가 대런 영의 크로스페이스 치킨 윙에 걸린 채 더블 카운트아웃으로 타이틀을 지킨다. 2016년 8월 2일 WWE 스맥다운 라이브 중계석에 앉아 아폴로 크루즈가 3자간 인터컨티넨탈 챔피언십 넘버원 컨텐더 매치에서 승리하는걸 지켜봤다. 경기 이후 칼리스토에게 분풀이를 하는 배런 코빈과 싸우는 아폴로 크루즈에게 스컬 크러싱 피날레를 시전한 후 배런 코빈의 엔드 오브 데이즈를 맞았다. WWE 섬머슬램 2016에서 아폴로 크루즈에게 스컬 크러싱 피날레를 시전하고 타이틀을 방어했다. 2016년 8월 30일 WWE 스맥다운 오프닝에서 다니엘 브라이언의 사과를 요구하다가 돌프 지글러한테 유명세를 얻고 싶은 나약한 겁쟁이란 소리를 들은 데 이어 지금 싸우자는 돌프의 도발에 퇴장했다. 2016년 8월 ~ 9월까지는 끝내 돌프 지글러 대립을 했으나 WWE 백래쉬2016에서는 마리즈 도움으로 방어를 하고 WWE 노 머시 2016에서는 끝내 WWE 인터콘티넨탈 챔피언을 뺏기고 만다. 그리고 2016년 11월 15일 WWE 스맥다운에서 타이틀을 얻게 되었다. 그리고 WWE 서바이벌 시리즈 2016에서 새미 제인을 상대를 하는데 마리즈 도움으로 끝내 롤업으로 타이틀 방어를 한다. 그리고 2016년 11월 ~ 12월까지는 다시한번 돌프 지글러를 대립을 했으나 WWE TLC 2016에서 타이틀을 방어를 하고 그리고 2016년 12월 6일날 WWE 스맥다운에서 딘 앰브로스라는 만나게 되면서 2016년 12월 ~ 2017년 1월까지는 딘 앰브로스라는 대립을 한다. 그리고 WWE 일리네이션 체임버 2017에서 참가를 했지만 실패를 하고 거둔다. 그리고 이번판에서는 WWE 2017년 2월 ~ 4월까지는 니키 벨라, 존 시나랑 대립을 했으나 레슬매니아 33에서 2vs2 혼성 태그매치를 갖게 되었다가 패하게 된다. 그리고 그후... WWE 스맥다운에서 미즈 부부는 또 다시 존 시나와 니키 벨라 분장을 하고 나와 시나 커플을 조롱하는 퍼포먼스를 보였다. 이후 퍼포먼스를 끝내고 퇴장을 하려는데 바이올리니스트의 라이브 연주와 함께 나카무라 신스케가 등장하며 스맥다운 무대에 등장하는데 이 과정에서 이렇다 할 충돌은 없었다. 2017년 4월 10일 WWE RAW에서 진행된 2017 WWE 슈퍼스타 셰이크업을 통해 RAW로 이적한다. 전주에 이어 이번에도 존 시나 흉내를 내면서 세그먼트를 이어가던 중, 같이 스맥다운에서 이적한 딘 앰브로스에게 더티 디즈를 맞는 굴욕을 겪고 만다. 페이백 2017에선 경기를 가지진 않았지만 킥오프로 미즈TV를 열어 게스트로 핀 베일러한테 얻어 맞았다. 그리고 2017년 5월 1일 WWE Raw에서 WWE 인터콘티넨탈 챔피언 넘버원 컨텐더로 얻었으며 2017년 5월 ~ 7월까지는 딘 앰브로스를 다시한번 대립을 했다. 그리고 WWE 익스트림 룰즈 2017에서는 타이틀을 얻게 되었으며 그리고 나머지는... 2017년 6월 12일 WWE RAW에서 난데없이 곰인형과 팀을 이뤄 히스 슬레이터 & 라이노와 대결했는데 처음에는 그냥 지역자버였으나 나중에 안의 사람이 앰브로스로 바뀌면서 당황한 히스에게 롤업으로 패배하고 만다.

#### 미즈투라지(2017년 ~ 2018년)
2017년 6월 19일 WWE Raw에서 보 댈러스, 커티스 액슬과 함께 미즈투라지라는 팀을 결정을 하게 된다. 그리고 그레이트 볼스 오브 파이어 2017에서 타이틀을 끝내 방어를 하고 사수한다. 그리고 이후 섬머슬램 2017에서 하디 보이즈(제프 하디, 매트 하디)와 팀을 맺은 제이슨 조던을 상대로 3vs3 태그팀 매치에서 승리를 하고 2017년 9월 4일 WWE RAW에서는 앞전 주에 15인 배틀로얄을 우승한 제프 하디와 방어전을 치러 승리한다. 그리고 노 머시 2017에서 상대 제이슨 조던을 승리를 한다. 다음날 미즈 TV를 열어 로만 레인즈를 게스트로 부른 뒤 설전을 벌이다가 앵글의 중재로 경기를 치르지만 미즈투라지의 난입으로 노 컨테스트 이후 로만에게 스컬 크러싱 피날레를 먹인 뒤 더 실드의 상징인 피스트 범프를 취했다. 2017년 10월 2일에는 자신의 인터컨티넨탈 타이틀을 걸고 로만과 대결했는데, 이번엔 더 바와 함께 로만을 공격 실드의 피니시는 '트리플 파워밤'을 시전했다. WWE TLC 2017 당일에는 브라운 스트로우먼, 케인이 추가돼 5vs3 TLC매치로 치러졌으며, 더 바, 케인과 짜고 스트로우먼을 배제한 채 경기를 치르다가 로만 대타로 나온 앵글에게 당해 패배한다. 서바이버 시리즈 2017에서는 US챔피언 배런 코빈과의 대결이 예정된 가운데 결국 패하고 이번에는 2017년 11월 20일 WWE Raw에서 끝내 타이틀을 잃으며 끝내 영화를 찍어 감추고 말았으나 그 뒤인 2018년 1월 8일 WWE Raw에서 등장을 한다. 그후 이들 보, 커티스와 같이 제이슨, 세스, 로만까지 공격을 한다. 2018년 1월 22일 WWE Raw에서 로만을 이기면서 2번째 WWE 인터콘티넨탈 챔피언을 차지하였다. 2018년 1월 28일 로열럼블 매치에 참가를 했으나 실패했다. 2018년 1월 29일 WWE Raw에서 타이틀을 걸고 로만을 상대를 했지만 롤업으로 마무리로 이긴다. 그후에 WWE 레슬매니아 34에서 트리플 쓰렛매치에서 타이틀 도전했지만 방어를 하지 못하고 핀 베일러의 절친 세스 롤린스가 가져가게 되면서 결국 또 한번 챔피언 벨트마저 잃어버리게 된다.

#### 스맥다운 이적 (2018년 ~ 2020년)
2018년 4월 17일 WWE 스맥다운에서 이적을 하면서 건너오게 된다고 한다. 2018년 4월 23일 WWE 스맥다운에서 이적을 하면서 건너오게 되고 WWE 그레이티스트 로얄 럼블 2018에서 페이탈 포 웨이 사다리매치에 출전 했지만 도전에 실패하고 만다. WWE 백래쉬 2018에서 뭔가 세스를 대결을 했지만 지고 그리고 2018년 5월 8일 WWE 스맥다운에서 머니 인 더 뱅크 퀄러파잉 매치중에서 제프를 상대를 했지만 드디어 머니 인 더 뱅크 매치를 참가를 하게 된다. WWE 머니 인 더 뱅크 2018에서 머니 인 더 뱅크 매치중에서 참가를 했지만 실패를 하고 2018년 6월 19일 WWE 스맥다운에서 WWE 챔피언 넘버원 컨텐더 컨틀렛 매치중에서 참가를 했지만 실패를 한다. 그리고 2018년 7월 17일 WWE 스맥다운에서 다니엘 브라이언 대립을 했는데 WWE 써머슬램 2018에서 마리즈 도움으로 무기를 써서 이기고 만다. 그러다가 2018년 8월 ~ 9월까지 마리즈랑 같이 브리 벨라 & 다니엘 브라이언의 대립으로 끝내 이기고는 했지만 그러나 2018년 9월 ~ 10월까지는 다니엘 브라이언과 다시 대립 중이다가 결국은 이렇게 WWE 슈퍼 쇼-다운 2018에선 WWE 챔피언십 도전권을 걸고 대니얼과 싸웠지만 초반부터 기습 롤업을 허용하며 패배했다. 그 후 WWE 월드컵으로 선회하여 2018년 10월 16일 루세프를 꺾고 출전권을 획득했다. WWE 크라운 주얼 2018에서 열린 월드컵 토너먼트 1회전에선 제프 하디를 준결승에선 레이 미스테리오를 꺾고 돌프 지글러와 결승을 치르는 도중 무릎 부상으로 중도 기권하고 만다. WWE 서바이버 시리즈 2018에서 제거매치 참가를 했지만 팀 스맥다운이 지고 만다. 2018년 11월 20일 WWE 스맥다운에서 미즈TV를 열어 쉐인 맥맨을 마구 띄워주더니 갑자기 그에게 태그팀 결성을 제안하고 브라이언트 브라더스라고 하는 지역 태그팀을 상대로 경기하나... 갑자기 롤업을 당하면서 어이가 없게 패배했다. 2018년 12월 25일 WWE 스맥다운에서 갑자기 미즈 TV에서 쉐인 맥맨이랑 악수를 하면서 4년 6개월 만에 선역을 바뀌게 된다. 그리고 2019년 1월 27일 WWE 로얄 럼블 2019에서 스맥다운 태그팀 챔피언을 가져가게 된다. WWE 일리미네이션 체임버 2019에서 이번에는 우소하고 경기가 있는데 WWE 스맥다운 태그팀 챔피언을 잃게 된다. 그러나 2019년 3월 10일 WWE 페스트 레인 2019에서 결국은 쉐인 맥맨한테 배신을 당하면서 이렇게 2019년 3월 ~ 5월까지는 쉐인 맥맨 대립을 하게 되었으며 종결한다. 그리고 마지막에 WWE 머니 인 더 뱅크 2019에서 철장매치 중에서 지고 종결한다. 2019년 6월 24일 WWE Raw에서는 미즈 TV를 개최해 알 트루스를 초청했고 2019년 6월 25일 WWE 스맥다운에서는 일라이어스를 상대로 3전 2선승제 매치를 치르지만 시종 일관 셰인의 개입으로 고전 끝에 패배하고 말았다. 2019년 7월 1일 WWE Raw에서 이에 설욕을 다짐하며 일라이어스와 다시 3전 2선승제 매치를 치렀고 치열한 접전 끝에 피겨 포 레그락으로 탭을 받아내며 승리한다. 2019년 7월 8일 WWE Raw에서 우소스와 팀을 이뤄 일라이어스 & 리바이벌 조합을 상대로 다시금 3전 2선승제 매치를 치러 승리 일라이어스와의 짤막한 대립을 종결했다. 그리고 2019년 7월 15일 WWE Raw에서 미즈 TV를 진행한다. 게스트로 돌프 지글러가 출연했는데 인터뷰 도중 갑자기 그가 '미즈는 회사 말에만 따르는 예스맨'이라며 시비를 걸었고 거기다가 미즈의 아내까지 덩달아 디스해버린다. 그러자 화난 상태로 지글러에게 맹공을 퍼부어 물러나게 만든다. 그 후 지글러가 숀 마이클스와 빌 골드버그를 디스하자 미즈는 레전드의 대변인을 자처하며 그와 대립각을 세웠고 WWE 섬머슬램 2019의 당초 대진 또한 미즈 vs 돌프였다. 그런데 2019년 8월 5일 미즈TV를 통해 미즈 자신은 이번 경기에서 빠지게 됐다. 그리고 2019년 8월 20일 WWE 스맥다운에서 나카무라 신스케가 난입을 하면서 끝내 완전히 대립을 하게 된다. 2019년 8월 ~ 9월까지 나카무라 신스케랑 대립을 했으나 WWE 클래시 오브 챔피언스 2019에서 지고 종결된다. 그리고 2019년 12월 6일 WWE 스맥다운에서 미즈 tv를 진행하는데 브레이 와이어트이 가족을 언급하자 열받은 미즈가 브레이를 찾으러 백스테이지를 뒤지러간다. 그러자 브레이의 기습을 받고 쓰러진다. 이 후 TLC에서 둘의 대진이 잡힌다. 챔피언십이 아닌 논타이틀전이고 브레이 와이어트도 노멀 브레이 와이어트로 맞붙는다. 그리고 WWE TLC 2019에서 지게 된다.

#### 존 모리슨하고 붙어다니기 악역 전환 (2020년 ~ 2021년)
2020년 1월 3일 WWE 스맥다운에서 킹스턴하고 붙었다가 결국은 화가난 미즈는 끝내 킹스턴을 공격하면서 악역으로 변했다. 그리고 2020년 1월 10일 WWE 스맥다운에서 드디어 존 모리슨하고 붙게 되었다. 그리고 WWE 로얄 럼블 2020에서 참가를 했지만 실패를 한다. 그리고 나머지는 2020년 1월 31일 WWE 스맥다운에서 헤비 머시너리, 루차 하우스 파티, 리바이벌과의 페이탈 4웨이 넘버원 컨텐더 매치에서 승리를 거두며 2020년 1월 ~ 2월까지는 모리슨하고 붙어 다니며 뉴 데이라는 대립을 했으나 WWE 슈퍼 쇼 다운 2020에서 WWE 스맥다운 태그팀 챔피언을 얻게 되었다. 그리고 WWE 일리미네이션 체임버 2020에서 일리미네이션 체임버 매치중에서 참가를 했으나 타이틀을 방어를 한다. 2020년 4월 17일 스맥다운에서 미즈가 트리플 쓰렛 매치에서 빅 E에게 패배하면서 태그팀 챔피언 벨트를 잃는다. 그리고 WWE 머니 인 더 뱅크 2020에서도 페이 탈 포 웨이 매치에서 실패를 거둔다. 그러나 2020년 5월 ~ 6월까지 존 모리슨과 같이 브라운 스트로우먼을 대립을 했으나 WWE 백 래쉬 2020에서 패배한다. 여기서 모리슨의 핀을 훔치는 바람에 서로 관계가 서먹서먹 해졌다. 그리고 WWE Raw에서 이적을 할 예정이다. WWE 헬 인 어 셀 2020에서 오티즈라는 이기게 되며 갑자기 WWE 머니 인 더 뱅크 가방을 휙득을 하게 된다. WWE TLC 2020에서 머니 인 더 뱅크 가방을 캐싱을 사용을 했는데 결과는 지고 만다. 2020년 12월 28일 WWE Raw에서 그란 메탈릭을 상대하지만 패배 이 후... 머니 인 더 뱅크를 잃은 것으로 상실감에 빠져 모리슨과 함께 무기력하게 늘어져 있다가 TLC 당시 모리슨이 가방을 들고 캐싱인한 것으로 처리되면서 사용이 무효처리되고 결국 머니 인 더 뱅크 권한을 돌려받게 된다. 기분 좋아서 춤을 춰서 룰루 랄라다. 그리고 WWE 일리미네이션 체임버 2021에서 참가를 했으나 실패를 하고 그 이 후... 캐싱을 하면서 WWE 챔피언을 얻게 된다!! 무려 2회다!! 그리고 2021년 3월 1일 WWE Raw에서 바비 래쉴리한테 상대를 했지만 8일만에 WWE 챔피언을 잃게 되었다. 그리고 2021년 3월 22일에서는 모리슨과 같이 배드 버니, 데미안 프리스트라는 대립을 하는 중이다가 WWE 레슬매니아 37에서 끝내 지고 만다. 2021년 4월 12일 WWE Raw에서 2vs1 핸디캡 매치 중에서 아내 마리즈 덕분에 롤업으로 이기게 된다. 그러나 WWE 백래쉬 2021에서 럼버잭스 매치중에서 데미안 프리스트대결로 지게 된다. 2021년 8월 23일 WWE Raw에서 이제는 아예 존 모리슨을 배신을 하면서 끝내 완전히 끝나게 되었으나... 2021년 8월 30일 WWE Raw에서는 경기 안나오고 끝내... 헐리우드로 도망을 갔다고 한다. 하지만 언제 복귀를 할지 모르는 상태다.

#### WWE 복귀 (2021년 ~ 2023년)
- 2021년 11월 29일 WWE Raw에서 결국은 마리즈랑 같이 복귀를 하게 된다. 그리고 2021년 11월 ~ 2022년 1월까지 에지랑 대립을 하다가 그리고 2022년 1월 3일 wwe raw에서 마리즈랑 같이 베스 피닉스, 에지랑 대립중이였다가 결국은 WWE 로얄 럼블 2022 지고 만다. 그리고 WWE 일리미네이션 체임버 2022에서 미스테리오 부자를 상대를 했지만 패배했고 2022년 2월 ~ 4월까지 WWE Raw에서 로건 폴이라는 미스테리오 부자를 함께 공격을 하면서 대립이 이어지게 되었다. 그리고 WWE 레슬매이나 38에서 폴과 같이 미스테리오하고 2vs2 태그팀 매치중에서 이기게 되었지만 이 후... 폴을 배신을 하게 된다. 게다가 2022년 4월 4일 WWE Raw에서 도미닉 미스테리오를 이기면서 종결하고 2022년 7월 4일 WWE Raw에서 치암파랑 같이 에이제이 스타일스를 공격을 하면서 치암파랑 붙어 다니기 시작을 한다. 그런데 2022년 8월 29일 WWE Raw에서 말쯤에서도 덱스터 루미스라는 있다고 하길레 스토커 때문에 골치도 썩어 죽는다고 한다. 말 그대로 왠만큼은 개그 캐릭터로 바뀌게 된 상징이다. 2022년 9월 5일 WWE Raw에서 바비 래쉴리와 한번더 WWE US 챔피언십 매치를가지며 스틸 케이지 매치로 맞붙지만 이번에도 덱스터 루미스가 나타나면서 미즈는 또다시 패하고 경기 후에 철창안에 덱스터 루미스와 바비 래쉴리랑 같이 단둘이 있게되면서 덱스터 루미스의 사일런스에 걸려 결국은 아예 잠들게 된다. 이후 미방송용 분량에서 사일런스에 의해 기절한 미즈를 한쪽 어깨에 들쳐매고 어딘가로 또 납치해버린다. 개그 캐릭터가 포인트다. 언제까지 스토커를 하냐? ㅡㅡ;; 2022년 9월 12일 WWE Raw에서는 집에서 가족들을 소개하고 인터뷰를 했는데 덱스터 루미스가 뒷 창문 여기저기서 미즈를 응시하더니 미즈가 스케줄때문에 인터뷰를 마치고 차를 몰고 나가자 덱스터 루미스가 미즈의 집 안에 들어와서 미즈의 가족을 그린 그림을 보여주는 섬뜩한 장면을 연출했다.(역시 루미스는 잔인한 스토커다.)2022년 9월 19일 WWE Raw에서 치암파와 같이 미즈 TV를 진행하지만 덱스터 루미스에게 악담을 퍼붓자 링밑에서 덱스터 루미스가 나타나서 미즈를 링밑으로 끌고가려고 하자 치암파가 이를 막고 치암파까지 링밑으로 끌고가려고 하자 치암파와 같이 도망을 치고 만다. 2022년 9월 26일 WWE Raw에는 덱스터 루미스에게 질릴 때로 질린 안전요원들을 잔뜩 고용하지만 루미스가 안전요원들을 전부 쓰러트린 후 경기가 열린곳의 아이스하키팀인 에드먼턴 오일러스의 유니폼을 입고 마네킹인 척 숨어있다가 결국은 하키채로 공격한 당한 후 사일런스로 잠들게 되었다. 그리고 WWE 익스트림 룰즈 2022 백스테이지에서 필라델피아 플라이어스의 마스코트인 그리티를 공격하자 덱스터 루미스가 사일런스로 잠들어 버렸다. ㅡㅡ;; 이게 무슨 난감한 일이지 말이다. 2022년 10월 10일 WWE Raw에서는 아내 마리즈와 같이 링안에서 생일 세레모니를 즐기지만 이번에도 덱스터 루미스가 나타나 미즈를 위협하고 마리즈 또한 덱스터 루미스를 보고 기겁하며 도망을 가버리고 만다. 아예 고통을 받는 자다. 2022년 10월 17일 WWE Raw에 덱스터 루미스 VS 미즈의 경기가 확정되지만 미즈가 덱스터 루미스의 뒤를 습격하면서 경기는 벌어지지 않고 미즈는 아예 덱스터 루미스를 잡고 철제의자쪽을 향해 스컬 크러슁 피넬리를 날리면서 속이 시원하다. 치암파는 2022년 10월 25일에서 부상을 당해서 아예 슬슬 혼자가 되버린다. 2022년 10월 31일 WWE Raw에서 무스타파 알리와의 경기를 벌이는 미즈를 관중석에서 사일러스를 걸자 결국은 기겁하며 피하고 덱스터 루미스는 안전요원들을 피해 달아나고 경기는 무스타파 알리가 승리를 거둔다. 이제는 아예 또 고통을 받아야 한다. 2022년 11월 7일 WWE Raw에서 쟈니 가르가노와 맞붙어 승리를 거두자 경기 후에 덱스터 루미스가 뒤에서 달려와 체어 샷을 날리며 앙갚음을 한다. 역시 개그 캐릭터 ㅡㅡ;; 2022년 11월 28일 WWE Raw에서 패배를 했는데 이 후 덱스터를 공격을 하는데... 쟈니한테 사이드 킥으로 맞으면서 뻗었다. ㅡㅡ;; 역시나 왜 그런지 모르겠다. 개그 캐릭터로 전략 중이다. 2022년 12월 12일 WWE Raw에서 이번에는 아예 다음주 래더 매치를 하자고 그랬다. 미즈도 겁나게 빡쳤나보다. 2022년 12월 19일 WWE Raw에서 결국은 래더 매치로 끝내 브론슨 리드를 도움 받아 결국은 승리를 거둔다. 아예 시원하게 뚫렸다. 2023년 1월 30일에 Raw 로 이적한 릭 북스에게 반격도 못한채 패하고 2023년 2월 13일에 릭 북스와 또 맞붙지만 패한다. 역시나... 레슬매니아 39 1일차 당일 스눕 독과 레슬매니아 1일차 관중들 숫자를 언급하는 세그먼트를 하던 도중 미즈가 SNS에 오픈 챌린지를 받는다고 글을 올린 것을 언급했다. 허나 아무도 대답이 없었다며 모두가 자신을 두려워하고 있다고 말하는데 팻 맥아피가 등장해 아직도 경기를 가지고 싶다면 자신과 경기를 갖자고 제안한다. 미즈는 자신은 호스트라며 경기를 부킹할수 없다고 말하며 경기를 거부하지만 팻 맥아피는 타이니볼 드립을 치며 미즈를 도발했고 지켜보던 스눕 독이 둘이 경기를 치르라고 하면서 얼떨결에 맥아피와 경기를 치르게 된다. 경기 중간 경기를 포기하고 떠나려다 관중석에 앉아있던 조지 키틀을 도발하다 한 대 맞고 링 밖에서 맥아피의 센턴 밤을 맞는다. 결국 강력한 킥을 맞고 팻 맥아피에게 패배한다. 2일차에서도 스눕 독이 경기 부킹해서 앙숙인 셰인 맥마흔 이 아닌 스눕 독과 경기를 가지게 되면서 스눕 독에게도 패한다. 2023년 6월 19일에 토마소 치암파가 복귀하지만 토마소 치암파는 더 이상 미즈와 함께할 이유가 없어 미즈를 공격하고 미즈는 토마소 치암파와의 경기에서 패하며 또 연패행진을 하게된다. 2023년 6월 26일에 재경기가 벌어질 예정이었지만 미즈가 토마소 치암파를 기습공격하며 경기는 벌어지지 않았고 미즈는 토마소 치암파에게 No DQ 매치로 맞붙자고 하면서 2023년 7월 10일에 브론슨 리드의 도움으로 승리를 거둔다. WWE 섬머슬램 2023 에서 열린 25인 배틀로얄 경기에 참가하지만 탈락된다. 2023년 8월 7일 WWE Raw에서 LA 나이트랑 대립을 하고 있는 상태였다가 결국은 2023년 9월 15일 WWE 스맥다운에서 LA 나이트에게 경기를 칠러고 했지만 끝내 지고 말았다. 그리고는 대립이 종결돼었다. 2023년 8월 ~ 9월까지 대립을 마치도록 했다.

#### WWE 복귀 (2023년 ~ 2024년)
WWE 크라운 주얼 2023에서 선역을 바뀌게 되었다. 2023년 10월 30일 WWE Raw의 미즈 TV에서 군터를 게스트로 데리고 나왔으나 임페리움 멤버들에게 모욕만 당하고 퇴장을 하게 된다. 이 과정에서 미즈와 군터의 세그먼트가 두 사람에 대한 평가와 매우 잘 맞아떨어지며 동시에 인터컨티넨탈 타이틀의 도전하기 위해서 대립을 하다가 WWE 서바이버 시리즈 2023에서 군터를 대결을 지고 만다. 이번에는 WWE 로얄럼블 2024에 25번으로 등장하지만 군터에게 탈락된다. 2024년 3월 18일 WWE Raw에 어썸 트루스는 인두스 셰어를 상대로 승리를 거둬 WWE 레슬매니아 40에서 벌어질 태그팀 챔피언십 매치에 참가하게 된다. 이후 레슬매니아 40에서 알 트루스가 RAW 태그팀 타이틀을 손에 넣으면서 어썸 트루스는 RAW 태그팀 챔피언에 등극한다. 이렇게 돼서 어썸 트루스가 재탄생이다. 2024년 6월 24일 핀 밸러 & JD 맥도나와 다시 맞붙지만 패하면서 챔피언 자리를 잃는다. 

#### WWE 또 다시 악역이 되다. (2024년 ~ 현재)
2024년 9월 30일 복귀한 알 트루스와 함께 캐리언 크로스가 이끄는 파이널 테스타먼트의 어쏘리티 오브 페인과 매치업을 가진다. 크로스가 어썸 트루스 쪽에 서며 묘한 분위기가 연출되더니 아니나 다를까 알 트루스에게 발로 얼굴을 공격하고 링을 떠나며 또 다시 악역으로 변하게 된다. 이거는 말하자면 진짜 아닌거 같다. ㅡㅡ;; 2024년 10월 28일 WWE Raw의 백스테이지에서 알파 아카데미와 이야기하는 알 트루스에게 다가가 자신이 파이널 테스타먼트에게 홀렸었다며 미안하다며 다시 재결합하자고 말하지만 오히려 알 트루스에게 뺨을 맞으며 거절당한다. 그리고 애덤 피어스에게 나를 보호해달라며 안전요원을 배치해달라 말하지만 거절당하고 캐리언에게 앞으로 어떻게 할 거냐고 물어보자 미즈는 일단 와이어트 식스가 나오면 도망가자고 말하지만 캐리언은 이를 거절하고 오히려 미즈가 보 댈러스를 직접 만나라고 말하고 그렇게 하지 않으면 미즈의 다리를 부러뜨리겠다고 말한다. 결국 뉴 데이가 인터뷰하는 뒷배경에서 덱스터 루미스에게 납치당했다. 이를 알게 된 캐리언은 미즈가 납치당했다는 소식에 귀찮아 하면서도 일단은 찾겠다고 SNS에 올렸다. 2024년 11월 4일 WWE Raw에서 와이어트 식스에 붙잡혀 인질이 되어있는 모습으로 처량하게 나온다. 옆에서 씩 웃는 엉글 하우디가 아닌 보 댈러스는 덤이다. ㅡㅡ;; 다음 날 2024년 11월 11일 WWE Raw애서 와이어트 식스의 일원처럼 파이널 테스타먼트를 속이는 척하며 그들과 합심해 와이어트 식스를 공격하며 또 통수를 친다. 덕분에 파이널 테스타먼트의 신뢰를 얻는데 성공한다. 말하자면 작전이라는 성공을 한다. 그러다가 엉클이 웃는 모습으로 끝나게 되었다.(진짜 엉클 하우디 사이코가 맞냐?)2025년 1월  24일 WWE 스맥다운으로 이적했음을 밝히면서 얼떨결에 와이어트 식스와의 대립을 이어가게 되었다.(과연 어떻게 되는지 궁금하지만...)2025년 1월 31일 WWE 스맥다운에서 안드라데를 상대를 했으나... 패배를 한다. WWE 로얄 럼블 2025에서 참가를 했으나... 로만 레인즈에게 탈락 당하는 일이다. ;;; 그리고 2025년 2월 21일 카엘로 헤이즈라는 있는데 나이트, 트루스랑 상대로 나카무라 신스케에게 도움으로 이긴다. 2025년 4월 18일 WWE 스맥다운에서 앙드레 더 자이언트 메모리얼 배틀로얄에 참가해 옛 파트너 알 트루스를 탈락시킨다. 그리고 카멜로 헤일즈가 우승할 수 있게 도와준다. 참고로 이 날 칼리토 흉내를 낸 트루스에게 사과를 얻어 맞는다. 2025년 4월 26일 WWE 스맥다운에서 등장해 세그먼트를 가지다가 4년만에 WWE로 복귀한 알레이스터 블랙에게 블랙 메스를 맞고 기절 하고 만다. 아니 그럴꺼면 링으로 나가지 왜 그걸 왜 물어보고 그러냐? 2025년 7월 26일 헐크 호건의 추모 영상이 나왔다.

## 다른 매체
2012년 4월 30일 WWE 스튜디오는 영화 "Marine: Homefront"에 미즈를 출연시킨다고 발표하였으나, 나중에, 랜디 오턴으로 교체되었다. 또한, 케어 프로덕션 프로젝트와 WWE 스튜디오가 같이 진행하는 "Les reines du ring" 프로젝트에도 미즈와 이브 토레스, CM 펑크를 참여시킬 것이라고 발표하였다.

## 사생활
미즈는 현직 레슬러 중 왼손잡이이다. 그래서 주로 왼손으로 클로스라인이나, 기술들을 주로 사용하는 모습을 보인다. 또한, 클리블랜드 캐벌리어스, 클리블랜드 인디언스, 클리블랜드 브라운스의 팬이다. 2011년 7월 26일, 인디언스와 에인절스의 경기에서 시구를 하였다.
미즈가 11살 때, 부모님은 이혼하였으며, 가족은 도니라는 새아버지와 2명의 새 형제자매 지미와 토니아가 있다. 미즈의 친아버지 조지 미재닌은 클리블랜드 지역에 Mr. Hero 샌드위치 가게를 영업하고 있다.
2008년부터 미즈는 현 WWE 디바 마리스 울레와 교제하였고 2014년 결혼했다.

## Professional wrestling highlights
- Finishing moves

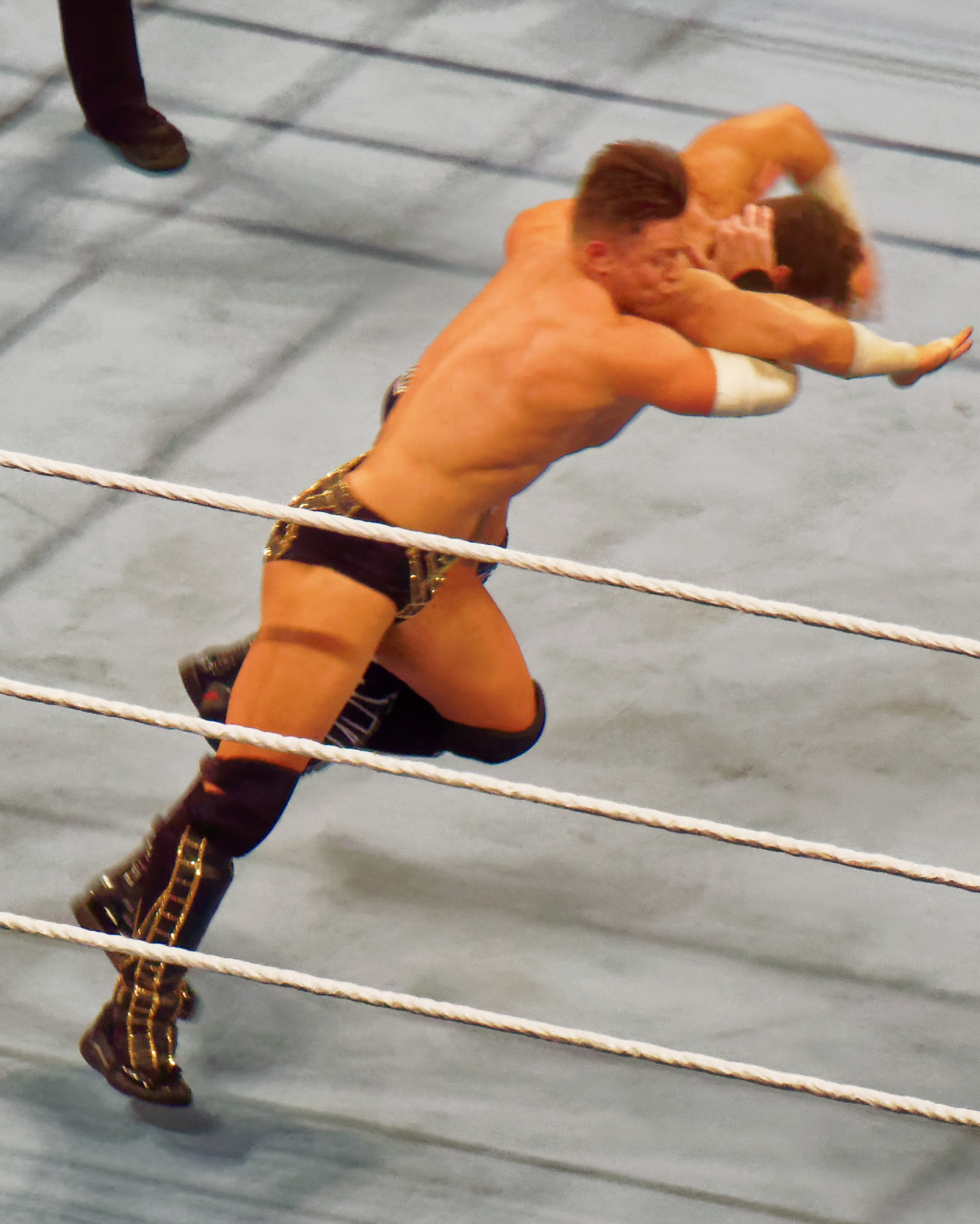
미즈와 잭 라이더 스컬-크러싱 피날레

  - Boston crab - 2009-2011
  - Camel clutch - 2005-2007
  - Crossface - 2007-2009
  - Sharpshooter - 2011-2013
  - Figure-Four Leglock - 2013-present; adopted by Ric Flair
  - Mizard Of Oz (Swinging inverted DDT) - 2005-2007
  - Mizard Of Driver (Spinning body slam piledriver) - 2005-2007
  - Reality Check (Running knee lift followed neckbreaker) - 2007-2009
  - Reality Drive (Back suplex lift neckbreaker) - 2007-2009
  - Running high knee - 2016-present
  - Skull-Crushing Attack (Front facelock cutter) - 2015-2016
  - Skull-Crushing Breaker (Sitout shoulder jawbreaker) - 2009-2011
  - Skull-Crushing Buster (Jumping reverse STO) - 2013-2015
  - Skull-Crushing Finale (Full nelson facebuster) - 2009-present
  - Skull-Crushing Powerbomb (Package powerbomb) - 2011-2013
- Signature moves
  - Awesome Clothesline (Running corner clothesline)[156][157]
  - Chop block
  - Diving double axe handle[158]
  - Flapjack
  - Half nelson facebuster[159] - 2009
  - Inverted facelock backbreaker follow neckbreaker
  - Legbreaker
  - Multiple bulldog variations
    - Sitout
    - Springboard - 2005-2006
    - Turnbuckle - 2009

  - Multiple kick variations
    - Big boot[160]
    - Drop
    - Yes! Kick (Repeated shoot follow high) - 2016-present

  - Roll-up
  - Running knee lift[160]
  - Sitout side slam
  - Slingshot powerbomb
  - Snap DDT[161]
  - Snapmare driver[162] - 2011
  - Spinning punch[163] - OVW

- Manager
  - Alex Riley[163]
  - Brooke Adams[163]
  - Damien Mizdow
  - Kelly Kelly[163]
  - Kristal Marshall[164]
  - Layla[163]
  - Maryse
  - Nikki Bella[163]
  - ODB[163]
  - Ric Flair
  - Roni Jonah[163][165]

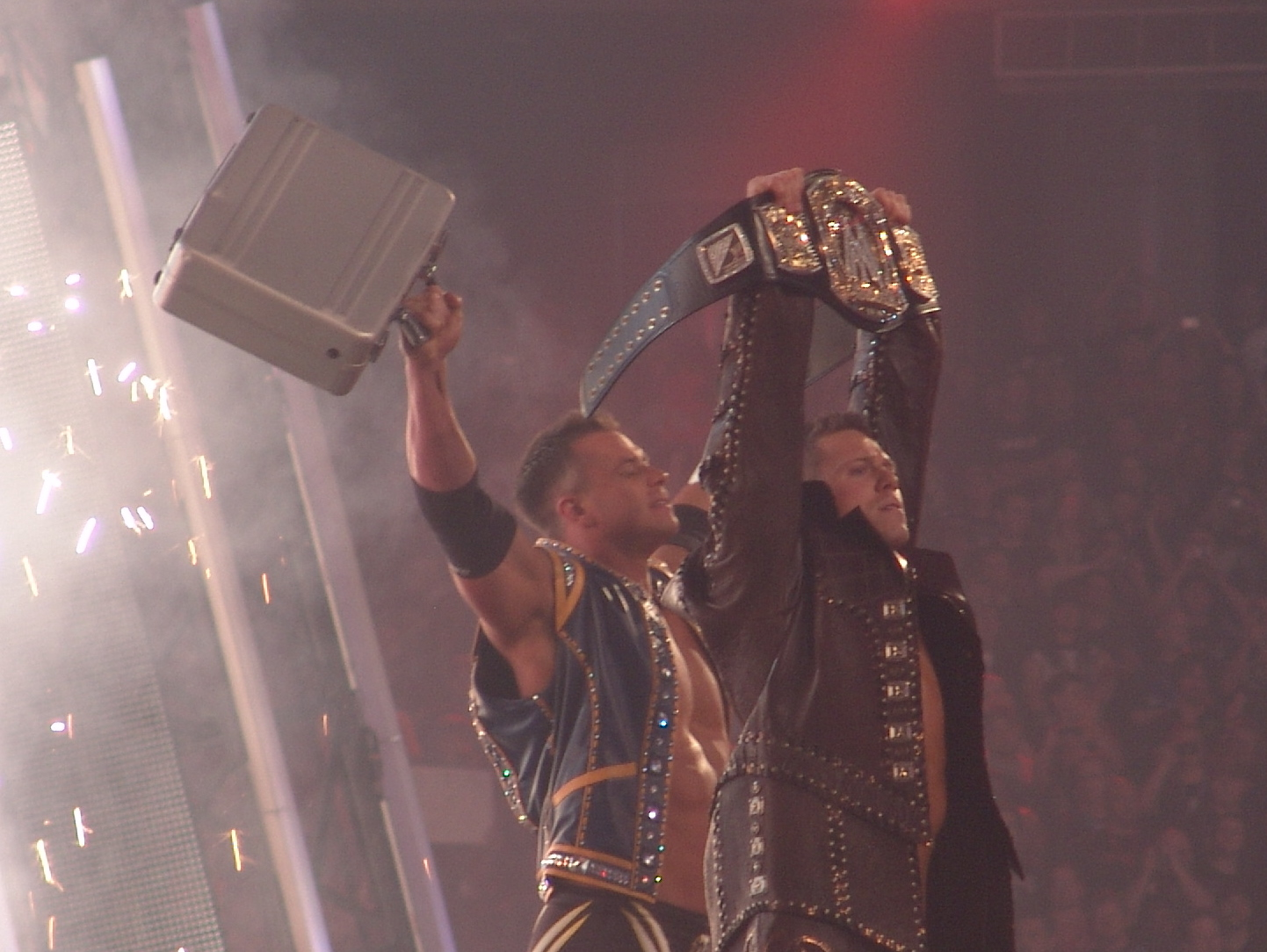
미즈와 알렉스 라일리

  - The Miztourage (Curtis Axel, Bo Dallas)
- Nicknames
  - "The Awesome One"[166]
  - The A-Lister"
  - "The Chick Magnet"[166]
  - "The Cleveland Screamer"/[167]
  - "The Grand Mizard of Lust"
  - "Mr. Money in the Bank"[168][169]
  - "The Most Must-See WWE Superstar / WWE Champion of All Time"
- Entrance themes
  - "Getting Away with Murder" by Papa Roach (2006-2007)
  - "Reality" by Jim Johnston (2007-2009)
  - "Ain't No Make Believe" by Stonofree Experience (used in tandem with John Morrison; 2007-2009)
  - "Rock Activator" by Jim Johnston (2009-2010)
  - "I Came to Crank it up" by Downstait and Brand New Sin (used in tandem with Big Show; 2010)
  - "I Came to Play" by Downstait (2010-present)[170]
  - "The Awesome Truth" by Jim Johnston (used in tandem with The Awesome Truth; 2011)[171]

## 수상
- DSW 헤비웨이트 챔피언 (1회)[172]

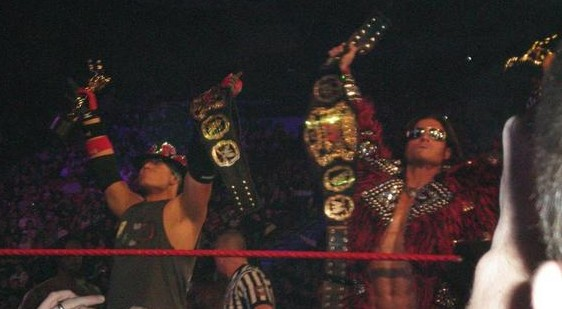
WWE 월드 태그팀 챔피언의 모습인 미즈와 존 모리슨

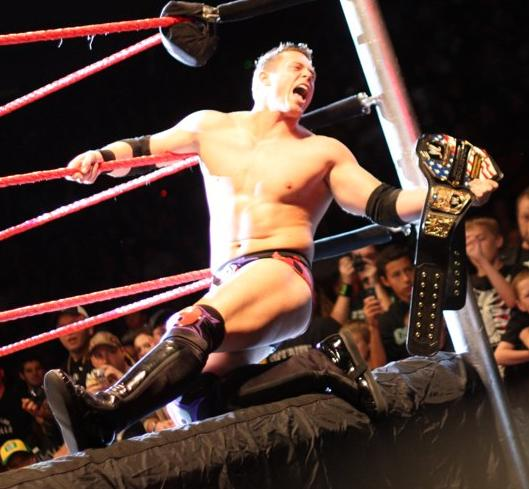
유나이티드 챔피언인 미즈 (2009년)

- OVW 서던 태그팀 챔피언 (1회) - 크리스 케이지 (1회)[173]
- 모스트 헤이릿 레슬러 오브 더 이열 (2011)[174]
- 모스트 임푸르브드 레슬러 오브 더 이열 (2016)
- 랭크드 넘버1 오브 더 탑 500 싱글즈 레슬링 인 더 PWI 500 인 더[175]2011
- WWE 레슬러 오브 더 이열 (2017)
- 터프이너프 시즌 4 준우승
- WWE 챔피언 (2회)
- WWE 인터콘티넨탈 챔피언 (8회)
- WWE 유나이티드 스테이츠 챔피언 (2회)[74][91]
- 월드 태그팀 챔피언 (신 버전) (5회) - 존 모리슨 (1회), 빅 쇼 (1회), 존 시나 (1회), 데미안 미즈도우 (1회)[59][83][103], 알 트루스 (1회)
- WWE 스맥다운 태그팀 챔피언 (2회) - 셰인 맥마흔 (1회), 존 모리슨 (1회)
- 월드 태그팀 챔피언 (구 버전) (2회) - 존 모리슨 (1회), 빅 쇼 (1회)[65][82]
- 믹스트 매치 챌런지 (시즌 1) - 아스카
- 머니 인 더 뱅크 (Raw 2010)[94]
- 25번째 트리플 크라운 챔피언[138]
- 14번째 그랜드 슬램 챔피언
- 슬래미 어워드 (2회)[176]
  - 베스트 WWE.COM (2008) - 더 더트-시트 - 존 모리슨[176]
  - 태그팀 오브 더 이열 (2008) - 존 모리슨
- 모스트 임푸르브드 레슬러 (2008, 2009)[177]
- 태그팀 오브 더 이열 (2008년) - 존 모리슨[177]
- 워스트 퓨드 오브 더 이열 (2022) - 덱스터 루미스
- 워스트 매치 오브 더 이열 (2021) - 데미안 프리스트 WWE 레슬매니아 백레쉬 2021

## 같이 보기
- 마리스 울레 (현재 WWE 디바이자 현 부인이다.)